# Simning vid världsmästerskapen i simsport 2024 – Herrarnas 1 500 meter frisim
Herrarnas 1 500 meter frisim vid världsmästerskapen i simsport 2024 avgjordes mellan den 17 och 18 februari 2024 i Aspire Dome i Doha i Qatar.
Irländske Daniel Wiffen tog guld efter ett lopp på 14 minuter och 34,07 sekunder. Silvret togs av tyske Florian Wellbrock och bronset togs av franske David Aubry.

## Rekord
Inför tävlingens start fanns följande världs- och mästerskapsrekord:
|                   | Namn           | Nation   | Tid      | Ort                    | Datum          |
| ----------------- | -------------- | -------- | -------- | ---------------------- | -------------- |
| Världsrekord      | Sun Yang       | Kina     | 14.31,02 | London, Storbritannien | 4 augusti 2012 |
| Mästerskapsrekord | Ahmed Hafnaoui | Tunisien | 14.31,54 | Fukuoka, Japan         | 30 juli 2023   |

## Resultat

### Försöksheat
Försöksheaten startade den 17 februari klockan 10:37.
| Placering | Heat | Bana | Namn                        | Nationalitet   | Tid      | Noteringar |
| --------- | ---- | ---- | --------------------------- | -------------- | -------- | ---------- |
| 1         | 3    | 4    | Florian Wellbrock           | Tyskland       | 14.48,43 | 0Q0        |
| 2         | 3    | 2    | David Aubry                 | Frankrike      | 14.49,01 | 0Q0        |
| 3         | 3    | 8    | Dávid Betlehem              | Ungern         | 14.51,48 | 0Q0        |
| 4         | 3    | 5    | Mychajlo Romantjuk          | Ukraina        | 14.51,83 | 0Q0        |
| 5         | 3    | 3    | Sven Schwarz                | Tyskland       | 14.53,08 | 0Q0        |
| 6         | 4    | 5    | Daniel Wiffen               | Irland         | 14.54,29 | 0Q0        |
| 7         | 3    | 1    | Fei Liwei                   | Kina           | 14.54,36 | 0Q0        |
| 8         | 4    | 2    | Kuzey Tuncelli              | Turkiet        | 14.54,98 | 0Q0        |
| 9         | 4    | 3    | Gregorio Paltrinieri        | Italien        | 14.55,19 |            |
| 10        | 4    | 6    | Charlie Clark               | USA            | 14.57,44 |            |
| 11        | 2    | 6    | Victor Johansson            | Sverige        | 14.58,73 |            |
| 12        | 3    | 6    | Kristóf Rasovszky           | Ungern         | 14.59,44 |            |
| 13        | 4    | 7    | Luca De Tullio              | Italien        | 15.00,22 |            |
| 14        | 2    | 4    | Shogo Takeda                | Japan          | 15.04,50 |            |
| 15        | 4    | 9    | Krzysztof Chmielewski       | Polen          | 15.04,93 |            |
| 16        | 3    | 7    | Damien Joly                 | Frankrike      | 15.05,76 |            |
| 17        | 4    | 4    | Ahmed Hafnaoui              | Tunisien       | 15.09,02 |            |
| 18        | 4    | 8    | Henrik Christiansen         | Norge          | 15.12,25 |            |
| 19        | 4    | 1    | Carlos Garach Benito        | Spanien        | 15.16,00 |            |
| 20        | 4    | 0    | Vlad Stancu                 | Rumänien       | 15.20,50 |            |
| 21        | 3    | 9    | Zhang Zhanshuo              | Kina           | 15.20,69 |            |
| 22        | 2    | 3    | Nguyễn Huy Hoàng            | Vietnam        | 15.22,86 |            |
| 23        | 2    | 5    | Ahmed Akaram                | Egypten        | 15.28,54 |            |
| 24        | 3    | 0    | Emir Batur Albayrak         | Turkiet        | 15.29,69 |            |
| 25        | 2    | 7    | Khiew Hoe Yean              | Malaysia       | 15.31,23 |            |
| 26        | 2    | 1    | Dylan Porges                | Mexiko         | 15.32,79 |            |
| 27        | 2    | 0    | Diego Dulieu                | Honduras       | 15.36,02 |            |
| 28        | 2    | 8    | Ratthawit Thammananthachote | Thailand       | 15.38,84 |            |
| 29        | 1    | 3    | Nikola Gjuretanovikj        | Nordmakedonien | 16.04,07 |            |
| 30        | 1    | 4    | Rodolfo Falcón Jr.          | Kuba           | 16.11,17 |            |
| 31        | 1    | 5    | Ilias El Fallaki            | Marocko        | 16.19,73 |            |
| —         | 2    | 2    | Guilherme Costa             | Brasilien      | 0DNS0    | 0DNS0      |

### Final
Finalen startade den 18 februari klockan 19:16.
| Placering | Bana | Namn               | Nationalitet | Tid      | Noteringar |
| --------- | ---- | ------------------ | ------------ | -------- | ---------- |
| 1         | 7    | Daniel Wiffen      | Irland       | 14.34,07 |            |
| 2         | 4    | Florian Wellbrock  | Tyskland     | 14.44,61 |            |
| 3         | 5    | David Aubry        | Frankrike    | 14.44,85 |            |
| 4         | 3    | Dávid Betlehem     | Ungern       | 14.46,44 |            |
| 5         | 6    | Mychajlo Romantjuk | Ukraina      | 14.47,54 |            |
| 6         | 2    | Sven Schwarz       | Tyskland     | 14.47,89 |            |
| 7         | 1    | Fei Liwei          | Kina         | 14.50,51 |            |
| 8         | 8    | Kuzey Tuncelli     | Turkiet      | 14.59,76 |            |